# Пеницилл охряно-лососевый
Пеници́лл (пеници́ллий) охря́но-лосо́севый (лат. Penicíllium ochrosalmóneum) — вид грибов, относящийся к роду Пеницилл (Penicillium).
Образующий плодовые тела с аскоспорами вид, продуцент токсичного цитреовиридина.

## Описание
Колонии на агаре Чапека слабо растущие, пушистые, различных оттенков жёлтого цвета от бледно-жёлтых до зеленовато- и светло-медово-жёлтых. Реверс жёлтый, затем оранжево-коричневатый. Конидиальное спороношение развито по всей поверхности колоний, серо-зелёное. Также образуются клейстотеции, погружённые в мицелий.
На CYA колонии плоские или складчатые, с белым до жёлтого мицелием, с многочисленными клейстотециями и конидиеносцами, иногда выделяют в среду ярко-жёлтый растворимый пигмент и образуют светло-жёлтый экссудат.
На MEA мицелий по краям белый, в остальной части колоний — жёлтый, с ярко-жёлтым до оранжевого реверсом, обычно с жёлтым водорастворимым пигментом.
При 5 °C рост отсутствует, при 37 °C на CYA развиваются колонии 1—3 см в диаметре, сходные с развивающимися при более низких температурах, но у некоторых изолятов с более многочисленными клейстотециями.
Клейстотеции желтоватые, ярко-жёлтые или оранжевые, 250—500 мкм в диаметре, твёрдые, созревающие за 4—6 недель или стерильные, склероциевидные. Аски 7—9 мкм в диаметре, восьмиспоровые. Аскоспоры эллипсоидальные, 3,5—5 мкм длиной, гладкостенные до шероховатых или шиповатых, с двумя продольными гребнями.
Конидиеносцы преимущественно двухъярусные, часто неправильные, с примесью одноярусных, гладкостенные, 40—200 мкм длиной. Метулы в мутовках по 3—5, расходящиеся, 12—20 мкм длиной. Фиалиды фляговидно-игловидные, 6—10 мкм длиной. Конидии почти шаровидные или яйцевидные, гладкостенные, 2,5—3,5 мкм длиной, в неправильных переплетённых цепочках.

### Отличия от близких видов
Определяется по медленно растущим ярко-жёлтым колониям, также хорошо растущим при 37 °C, активно образующим клейстотеции в культуре. Penicillium hirayamae отличается исключительно одноярусными кисточками.

## Экология и значение
Выделяется с пшеницы, кукурузы и других злаков, а также из свиного корма, в Северной Америки, Австралии, Европе. Довольно редкий вид.
Продуцент опасного токсина цитреовиридина.

## Таксономия
Penicillium ochrosalmoneum Udagawa, J. Agr. Sci. (Tokyo) 5: 10 (1959).

### Синонимы
- Eupenicillium ochrosalmoneum D.B.Scott & Stolk, 1967